# Pachybrachis sinuatus
Pachybrachis sinuatus es una especie de insecto coleóptero de la familia Chrysomelidae.
Fue descrita científicamente en 1859 por Mulsant & Rey.